# Facundo Farías
Facundo Hernán Farías (Santa Fe, Argentina; 28 de agosto de 2002) es un futbolista profesional argentino. Se desempeña como mediocampista o delantero y su equipo actual es Estudiantes de La Plata de la Primera División de Argentina.

## Trayectoria

### Vida personal
El 26 de junio de 2023 anunció el nacimiento de su primer hijo, Valentino. Ese mismo año, el 4 de agosto contrajo matrimonio con la influencer Angi Olivera (madre de su hijo).

### Colón
Debutó en el Club Atlético Colón el 2 de noviembre de 2019 en la derrota 2-0 como local frente a Atlético Tucumán, ingresando en el segundo tiempo. El 4 de junio de 2021 obtuvo su primer título con el Club Atlético Colón.

### Inter Miami
A fines de julio de 2023, se confirma la contratación del Club Inter Miami de Facundo Farías, equipo que cuenta en plantilla con el campeón del Mundo en Catar 2022, Lionel Messi. Tras la negociación con el club de David Beckham, a Colón le quedarían unos 5 millones de dólares limpios, más bonos por productividad de 2 millones de la divisa norteamericana. Además, conservará un 20% de la ficha de Farías.

### Estudiantes de La Plata
El 31 de enero de 2025 el Club Estudiantes de La Plata anunció la contratación del jugador. Estudiantes adquirió el 70% de la ficha del jugador en 4,5 millones de dólares, firmando un contrato por 4 años.

## Estadísticas
- Actualizado al 17 de agosto de 2025.

| Club | Div.                | Temporada           | Liga  | Liga  | Liga   | Copas nacionales(1) | Copas nacionales(1) | Copas nacionales(1) | Torneos internacionales(2) | Torneos internacionales(2) | Torneos internacionales(2) | Total | Total | Total  | Media goleadora(3) |
| Club | Div.                | Temporada           | Part. | Goles | Asist. | Part.               | Goles               | Asist.              | Part.                      | Goles                      | Asist.                     | Part. | Goles | Asist. | Media goleadora(3) |
| --- | ------------------- | ------------------- | ----- | ----- | ------ | ------------------- | ------------------- | ------------------- | -------------------------- | -------------------------- | -------------------------- | ----- | ----- | ------ | ------------------ |
| Colón Argentina |                     |                     |       |       |        |                     |                     |                     |                            |                            |                            |       |       |        |                    |
| 1.ª | 2019-20             | 2                   | 0     | 0     | ―      | ―                   | ―                   | ―                   | ―                          | ―                          | 2                          | 0     | 0     | 0      |                    |
| 1.ª | 2020                | ―                   | ―     | ―     | 9      | 3                   | 0                   | ―                   | ―                          | ―                          | 9                          | 3     | 0     | 0.33   |                    |
| 1.ª | 2021                | 22                  | 3     | 3     | 14     | 2                   | 4                   | ―                   | ―                          | ―                          | 36                         | 5     | 7     | 0.14   |                    |
| 1.ª | 2022                | 16                  | 3     | 1     | 15     | 2                   | 0                   | 8                   | 3                          | 0                          | 39                         | 8     | 1     | 0.21   |                    |
| 1.ª | 2023                | 8                   | 0     | 1     | -      | -                   | -                   | ―                   | ―                          | ―                          | 8                          | 0     | 1     | 0      |                    |
| Total club | Total club          | 48                  | 6     | 5     | 38     | 7                   | 4                   | 8                   | 3                          | 0                          | 94                         | 16    | 9     | 0.17   |                    |
| Inter Miami Estados Unidos | 1.ª                 | 2023                | 11    | 3     | 1      | 2                   | 0                   | 1                   | 0                          | 0                          | 0                          | 13    | 3     | 2      | 0.23               |
| Inter Miami Estados Unidos | 1.ª                 | 2024                | 0     | 0     | 0      | 0                   | 0                   | 0                   | 0                          | 0                          | 0                          | 0     | 0     | 0      | 0                  |
| Inter Miami Estados Unidos | Total club          | Total club          | 11    | 3     | 1      | 2                   | 0                   | 1                   | 0                          | 0                          | 0                          | 13    | 3     | 2      | 0.23               |
| Estudiantes de La Plata Argentina | 1.ª                 | 2025                | 11    | 0     | 1      | 1                   | 0                   | 0                   | 4                          | 0                          | 0                          | 16    | 0     | 1      | 0                  |
| Estudiantes de La Plata Argentina | Total club          | Total club          | 11    | 0     | 1      | 1                   | 0                   | 0                   | 4                          | 0                          | 0                          | 16    | 0     | 1      | 0                  |
| Total en su carrera | Total en su carrera | Total en su carrera | 70    | 9     | 7      | 41                  | 7                   | 5                   | 12                         | 3                          | 0                          | 123   | 19    | 12     | 0.15               |
| (1) Las copas nacionales se refiere a la Copa Argentina, Copa de la Liga Profesional, Trofeo de Campeones, Supercopa Internacional y Lamar Hunt U.S. Open Cup. (2) Las copas internacionales se refiere a la Copa Libertadores, Copa Sudamericana, Copa de Campeones de la Concacaf y Leagues Cup. (3) Media de goles por encuentro. No incluye goles en partidos amistosos. |                     |                     |       |       |        |                     |                     |                     |                            |                            |                            |       |       |        |                    |

## Palmarés

### Títulos nacionales
| Título             | Equipo      | País           | Año  |
| ------------------ | ----------- | -------------- | ---- |
| Copa de la Liga    | Colón       | Argentina      | 2021 |
| Supporters' Shield | Inter Miami | Estados Unidos | 2024 |

### Títulos internacionales
| Título      | Club        | País           | Año  |
| ----------- | ----------- | -------------- | ---- |
| Leagues Cup | Inter Miami | Estados Unidos | 2023 |